# Königliche Anatomie

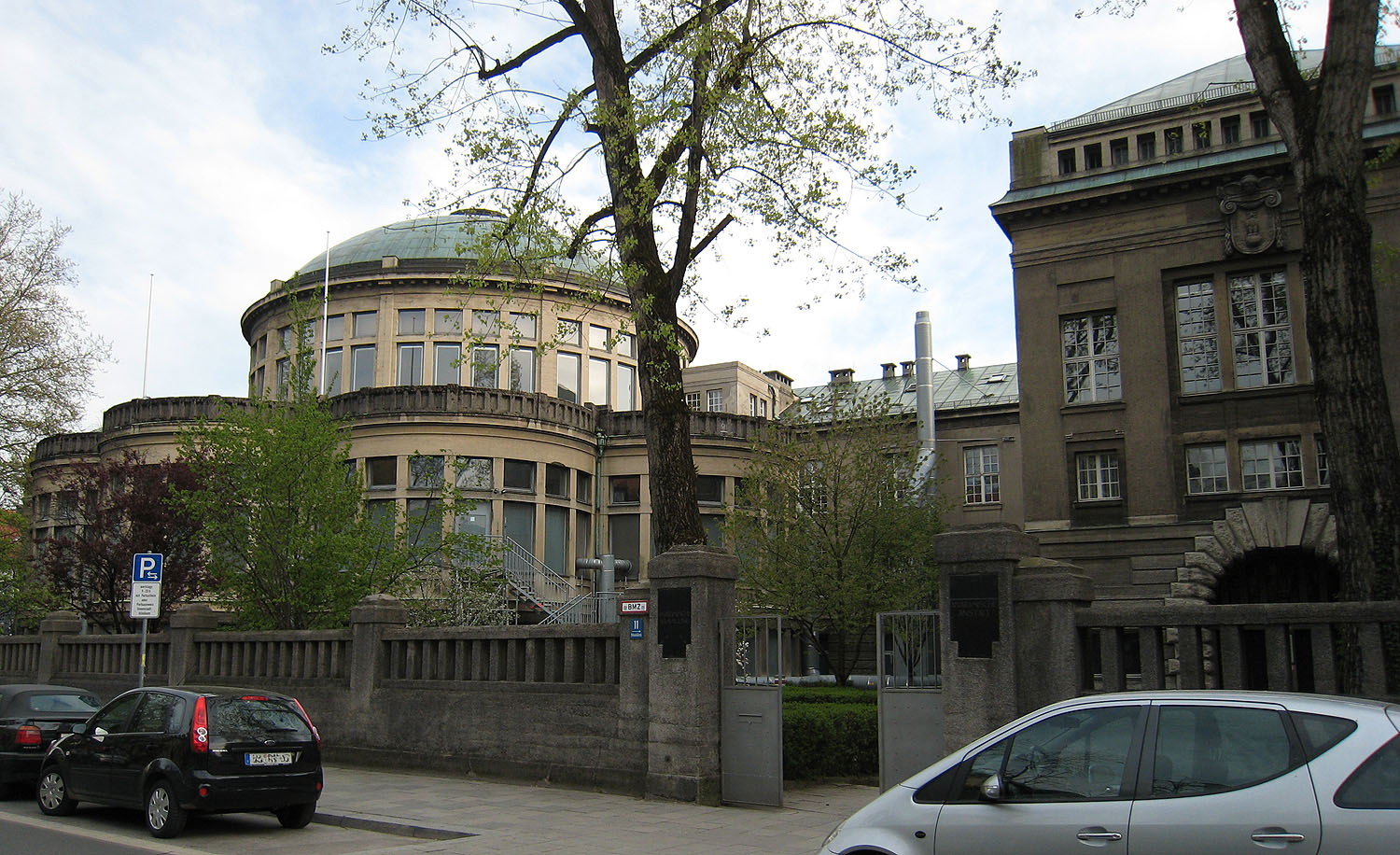
Anatomische Anstalt in der Pettenkoferstraße

Die Königliche Anatomie (München) in München wurde von 1905 bis 1907 als Neue anatomische Anstalt nach Plänen des Architekten Max Littmann erbaut. Wegen des umfassenden Einsatzes des Werkstoffs Eisenbeton für die Fassaden und Wände, Decken und Außenanlagen zählt das Gebäude zu den ersten großen Stahlbetonbauwerken Deutschlands.

## Baugeschichte
Die Neue anatomische Anstalt in der Pettenkoferstraße ist der Nachfolgebau der von Leo von Klenze in den Jahren 1824 bis 1825 in der heutigen Schillerstraße erbauten Anatomie, die seinerzeit bereits völlig überlastet war (nach Bombenschäden im Zweiten Weltkrieg wurde Klenzes Bau abgerissen).
Bauherr des Neubaus war das Ministerium für Kirchen und Schulangelegenheiten, Oberbauleiter war Oberbaurat Ludwig von Stempel, die Bauleitung hatte Bauamtmann Maxon. Staatsoberhaupt und damit Schirmherr der Künste und Wissenschaften in Bayern war seine Kgl. Hoheit, Prinzregent Luitpold von Bayern. Die Bausumme betrug 1.300.000 Mark für das Gebäude und 450.000 Mark für die Einrichtung.
Das Gebäude hat den Zweiten Weltkrieg ohne nennenswerte Zerstörungen überstanden und ist in seiner historischen Substanz im Wesentlichen erhalten geblieben. Von 2004 bis 2006 wurde der Westflügel durch einen Erweiterungsbau nach Süden ergänzt.
Die Anlage ist heute denkmalgeschützt und wird immer noch in der ursprünglich vorgesehenen Funktion als Anatomie durch die Medizinische Fakultät der Ludwig-Maximilians-Universität München genutzt.
Umfassende Instandhaltungsarbeiten und eine Generalsanierung haben im Jahr 2014 zur Verleihung des Bayerischen Denkmalpflegepreises in Gold geführt.

## Baubeschreibung

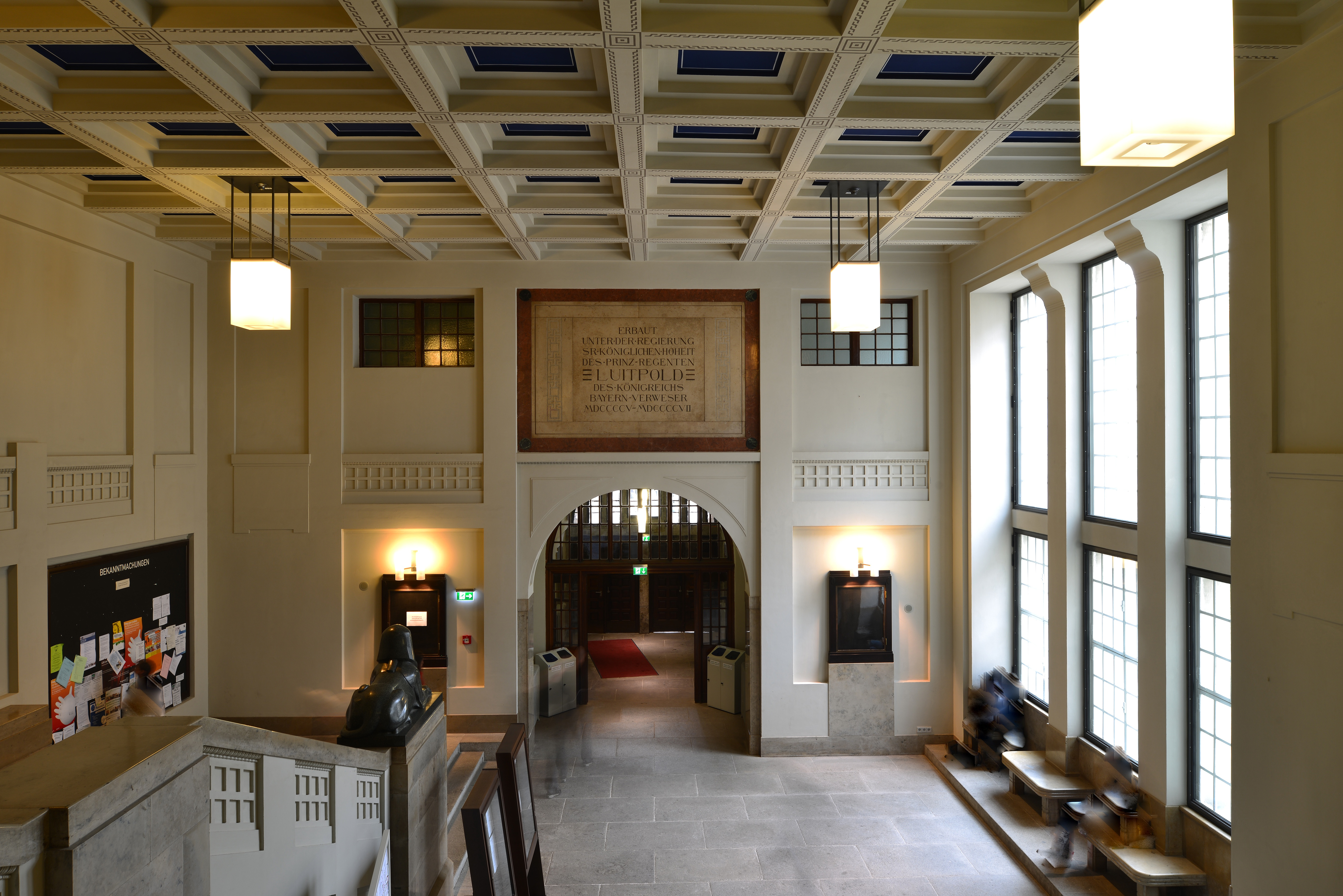
Treppenhalle im Haupteingangsbereich

Das Gebäude besteht im Grundriss aus einem Mittelbau in Ost-West-Richtung mit einer Länge von zirka 90 m. An den Enden des Mittelbaus schließt der Westflügel mit 41 m Länge und der Ostflügel mit 50 m Länge (in Nord-Süd-Richtung) an.
Vertikal gliedert sich der Bau in das Kellergeschoss, Sockelgeschoss und drei Obergeschossen bei einer Maximalhöhe von rund 27 m über dem Gelände.
Die Innenausstattung des Gebäudes ist insgesamt sehr repräsentativ gestaltet, unter anderem waren die Flure zur Eröffnung mit Gemälden aus dem staatlichen Kunstschatz ausgestattet.
Für den Hochschulbau architektonisch revolutionär war seinerzeit die Gestaltung des zentral angeordneten und über zwei Geschosse reichenden, halbkreisförmigen Präpariersaales als Unterrichtsraum mit fünf rosettenförmig und offen anschließenden Apsidenräumen für die Arbeit der Studierenden.
Die Kuppel über dem Mikroskopiersaal hat einen Durchmesser von zirka 22 m bei einer Stichhöhe von 5,75 m mit 10 cm Schalenstärke und ist damit die zweite ausgeführte Kuppel aus Eisenbeton in Deutschland und in der Welt, nach der verwandten Kuppel des Armeemuseums in München (siehe hierzu auch Bayerische Staatskanzlei). Beide Kuppeln wurden damals vom gleichen Planerteam mit Ludwig Zöller und Wilhelm Maxon um die Eisenbetongesellschaft, der Firma Max Littmanns, ausgeführt.
Weitere Räume in der Anatomie sind der von Littmann „amphitheatralisch“ gestaltete Hörsaal, der Mikroskopiersaal, die anatomische Sammlung (Schau- und Lehrsammlung), Bibliothek, Treppenhalle, Laboratorien und Arbeitszimmer.